# کولان (روستا)
کولان (به انگلیسی: Collon) یک منطقهٔ مسکونی در ایرلند است که در شهرستان لوث واقع شده‌است. کولان ۵۶۴ نفر جمعیت دارد و ۱۲۸ متر بالاتر از سطح دریا واقع شده‌است.